# Li Tong
Li Tong (né le 6 mai 1967 à Hangzhou) est un athlète chinois, spécialiste du 110 mètres haies.

## Biographie
Il remporte la médaille d'or du 110 m haies lors des championnats d'Asie 1993, à Manille, et s'impose dès l'année suivante lors des Jeux asiatiques d'Hiroshima.

### Palmarès
| Date | Compétition                 | Lieu      | Résultat | Épreuve          | Performance |
| ---- | --------------------------- | --------- | -------- | ---------------- | ----------- |
| 1986 | Championnats d'Asie juniors | Djakarta  | 3e       | Saut en longueur | 7,70 m      |
| 1991 | Championnats du monde       | Tokyo     | 8e       | 110 m haies      | 13 s 46     |
| 1993 | Championnats d'Asie         | Manille   | 1er      | 110 m haies      | 13 s 49     |
| 1994 | Jeux asiatiques             | Hiroshima | 1er      | 110 m haies      | 13 s 30     |

### Records
| Épreuve     | Performance | Lieu | Date           |
| ----------- | ----------- | ---- | -------------- |
| 110 m haies | 13 s 25     | Linz | 4 juillet 1994 |